# (31312) Fangerhai
(31312) Fangerhai est un astéroïde de la ceinture principale.

## Description
(31312) Fangerhai est un astéroïde de la ceinture principale. Il fut découvert le 31 mars 1998 à Socorro (Nouveau-Mexique) par le projet LINEAR. Il présente une orbite caractérisée par un demi-grand axe de 2,81 UA, une excentricité de 0,11 et une inclinaison de 9,3° par rapport à l'écliptique.

## Compléments